# Oogeneza
Oogeneza je proces diferencijacije i sazrijevanja jajne stanice unutar jajnika. Počinje tijekom embrionalnog razvoja te se nastavlja u pubertetu sve do menopauze.

## Ljudska oogeneza

###### Proces
Između trećeg i osmog tjedna embrionalnog razvoja započinje stvaranje oogonija; ovaj proces prethodi oogenezi. Tijekom tog razdoblja broj oogonija se povećava mitozom. Oogeneza započinje nastankom primarnih oocita: između osmog i trinaestog tjedna oogoniji ulaze u mejozu te ulaze u fazu mirovanja u profazi I čime nastaju primarni oociti. Primarni oociti ostaju u stadiju profaze do početka puberteta. Nakon toga, tijekom svakog menstrualnog ciklusa sazrijevaju primarni oociti te prvom mejotičkom diobom nastaju sekundarni oocit i prvo polarno tijelo. Sekundarni oocit miruje u stadiju metafaze II mejoze do oplodnje. Nakon oplodnje nastavlja se mejoza II te nastaje ootid, tj. nezrela jajna stanica te drugo polarno tijelo. Daljnjim sazrijevanjem nastaje jajna stanica.
| Vrsta stanice    | Broj kromosoma    | Broj kromatida | Proces nastanka | Vrijeme završetka stadija |
| ---------------- | ----------------- | -------------- | --------------- | ------------------------- |
| Oogonij          | 2n/46 (diploidna) | 46             | Mitoza          | Treći trimestar           |
| Primarni oocit   | 2n/46 (diploidna) | 92             | Mejoza I        | Ovisi; i do 50 godina     |
| Sekundarni oocit | n/23 (haploidna)  | 46             | Mejoza II       | Tijekom oplodnje          |
| Ootid            | n/23 (haploidna)  | 23             | Mejoza II       | Minute nakon oplodnje     |
| Jajna stanica    | n/23 (haploidna)  | 23             |                 |                           |

###### Broj primarnih oocita
Broj primarnih oocita najveći je oko dvadesetog tjedna razvoja embrija te iznosi oko 7 milijuna stanica, no pri rođenju taj broj se smanji na 1 do 2 milijuna primarnih oocita po jajniku. Do puberteta broj primarnih oocita iznosi od 60.000 do 80.000 po jajniku. Od tih oocita, samo 400 do 500 će sazrijeti tijekom svih ovulacija do menopauze, a ostatak će degenerirati.